# Tiro ai Giochi della XXXIII Olimpiade - Carabina 10 metri aria compressa femminile
La gara di carabina 10 metri aria compressa femminile ai Giochi della XXXIII Olimpiade di Parigi si è svolta dal 28 al 29 luglio 2024 presso il poligono di tiro di Châteauroux. Hanno preso parte alla competizione 44 tiratrici in rappresentanza di 32 nazioni.
La competizione è stata vinta dalla tiratrice sudcoreana Ban Hyo-jin, mentre la cinese Huang Yuting e la svizzera Audrey Gogniat hanno ottenuto rispettivamente l'argento e il bronzo.

## Record
Prima della competizione, il record del mondo e il record olimpico nella specialità carabina 10 metri aria compressa femminile erano i seguenti:
| Record qualificazioni | Record qualificazioni | Record qualificazioni          | Record qualificazioni            |
| --------------------- | --------------------- | ------------------------------ | -------------------------------- |
| Record mondiale       | 636,3                 | Han Jiayu Cina                 | 5 maggio 2024 Baku, Azerbaigian  |
| Record olimpico       | 632,9                 | Jeanette Hegg Duestad Norvegia | 24 luglio 2021 Tokyo, Giappone   |
| Record finali         |                       |                                |                                  |
| Record mondiale       | 254                   | Han Jiayu Cina                 | 12 maggio 2023 Baku, Azerbaigian |
| Record olimpico       | 251,8                 | Qian Yang Cina                 | 25 luglio 2021 Tokyo, Giappone   |

## Programma
| Data           | Ora (UTC+2) | Evento         |
| -------------- | ----------- | -------------- |
| 28 luglio 2024 | 09:15       | Qualificazioni |
| 29 luglio 2024 | 09:30       | Finale         |
| Fonte:         |             |                |

## Risultati

### Qualificazioni
| Pos.   | Tiratore                  | Nazione                   | 1     | 2     | 3     | 4     | 5     | 6     | Tot   | Note |
| ------ | ------------------------- | ------------------------- | ----- | ----- | ----- | ----- | ----- | ----- | ----- | ---- |
| 1      | Ban Hyo-jin               | Corea del Sud             | 106.2 | 105.7 | 104.8 | 106.6 | 105.9 | 105.3 | 634.5 | Q    |
| 2      | Jeanette Hegg Duestad     | Norvegia                  | 106.4 | 106.4 | 106.0 | 103.6 | 105.2 | 105.6 | 633.2 | Q    |
| 3      | Audrey Gogniat            | Svizzera                  | 104.6 | 105.2 | 105.2 | 105.3 | 106.0 | 106.3 | 632.6 | Q    |
| 4      | Huang Yuting              | Cina                      | 104.5 | 106.1 | 104.6 | 105.3 | 106.0 | 106.1 | 632.6 | Q    |
| 5      | Ramita Jindal             | India                     | 104.3 | 106.0 | 104.9 | 105.3 | 105.3 | 105.7 | 631.5 | Q    |
| 6      | Alexandra Le              | Kazakistan                | 104.3 | 106.2 | 106.0 | 103.8 | 105.5 | 105.6 | 631.4 | Q    |
| 7      | Sagen Maddalena           | Stati Uniti               | 104.8 | 104.2 | 105.7 | 105.8 | 105.3 | 105.6 | 631.4 | Q    |
| 8      | Océanne Muller            | Francia                   | 106.1 | 105.1 | 105.9 | 105.0 | 105.4 | 103.8 | 631.3 | Q    |
| 9      | Keum Ji-hyeon             | Corea del Sud             | 105.1 | 104.7 | 105.2 | 105.9 | 105.2 | 104.8 | 630.9 |      |
| 10     | Elavenil Valarivan        | India                     | 105.8 | 106.1 | 104.4 | 105.3 | 105.3 | 103.8 | 630.7 |      |
| 11     | Shermineh Chehel Amirani  | Iran                      | 104.1 | 105.9 | 104.4 | 106.1 | 105.9 | 103.6 | 630.0 |      |
| 12     | Misaki Nobata             | Giappone                  | 104.0 | 104.2 | 104.8 | 105.6 | 105.1 | 106.2 | 629.9 |      |
| 13     | Julia Piotrowska          | Polonia                   | 105.8 | 104.4 | 103.9 | 105.1 | 104.7 | 105.4 | 629.3 |      |
| 14     | Synnøve Berg              | Norvegia                  | 104.8 | 105.1 | 104.1 | 105.6 | 105.4 | 104.2 | 629.2 |      |
| 15     | Eszter Mészáros           | Ungheria                  | 105.7 | 105.0 | 105.8 | 103.1 | 104.2 | 104.8 | 628.6 |      |
| 16     | Han Jiayu                 | Cina                      | 104.3 | 106.0 | 103.2 | 104.9 | 105.2 | 104.5 | 628.1 |      |
| 17     | Arina Altukhova           | Kazakistan                | 104.6 | 105.0 | 104.3 | 104.9 | 103.8 | 105.1 | 627.7 |      |
| 18     | Yesugen Oyunbat           | Mongolia                  | 104.4 | 102.9 | 106.5 | 103.8 | 106.1 | 103.9 | 627.6 |      |
| 19     | Anna Janssen              | Germania                  | 102.4 | 105.1 | 103.1 | 105.6 | 106.6 | 104.7 | 627.5 |      |
| 20     | Goretti Zumaya            | Messico                   | 104.1 | 104.5 | 105.6 | 104.7 | 103.6 | 104.9 | 627.4 |      |
| 21     | Aneta Stankiewicz         | Polonia                   | 104.7 | 104.7 | 105.5 | 104.3 | 104.3 | 103.9 | 627.4 |      |
| 22     | Rikke Ibsen               | Danimarca                 | 104.1 | 105.5 | 105.0 | 104.0 | 103.9 | 104.8 | 627.3 |      |
| 23     | Nina Christen             | Svizzera                  | 102.7 | 105.6 | 105.8 | 104.3 | 104.7 | 104.0 | 627.1 |      |
| 24     | Barbara Gambaro           | Italia                    | 105.8 | 102.0 | 105.8 | 103.6 | 104.2 | 105.4 | 626.8 |      |
| 25     | Lisa Müller               | Germania                  | 104.4 | 103.6 | 105.0 | 103.3 | 105.9 | 104.3 | 626.5 |      |
| 26     | Fatemeh Amini             | Iran                      | 103.7 | 104.7 | 104.4 | 103.6 | 104.7 | 105.1 | 626.2 |      |
| 27     | Stephanie Grundsøe        | Danimarca                 | 103.4 | 105.4 | 104.1 | 104.4 | 104.8 | 104.1 | 626.2 |      |
| 28     | Nadine Ungerank           | Austria                   | 103.4 | 106.2 | 104.3 | 105.7 | 104.6 | 101.9 | 626.1 |      |
| 29     | Remas Khalil              | Egitto                    | 105.1 | 102.7 | 102.6 | 104.9 | 105.3 | 104.9 | 625.5 |      |
| 30     | Fernanda Russo            | Argentina                 | 104.1 | 105.2 | 105.2 | 104.0 | 103.3 | 103.6 | 625.4 |      |
| 31     | Anastasija Mojsovska      | Macedonia del Nord        | 104.5 | 103.7 | 104.3 | 104.4 | 104.0 | 104.4 | 625.3 |      |
| 32     | Mary Tucker               | Stati Uniti               | 101.9 | 103.5 | 104.8 | 105.4 | 103.7 | 105.9 | 625.2 |      |
| 33     | Manon Herbulot            | Francia                   | 104.2 | 104.4 | 104.4 | 104.4 | 104.7 | 103.1 | 625.2 |      |
| 34     | Veronika Blažíčková       | Rep. Ceca                 | 103.0 | 105.3 | 104.0 | 104.4 | 104.5 | 103.9 | 625.1 |      |
| 35     | Mai Magdy Elsayed Abuqarn | Egitto                    | 104.3 | 105.4 | 103.5 | 103.0 | 104.0 | 104.5 | 624.7 |      |
| 36     | Lisbet Hernández          | Cuba                      | 103.2 | 104.5 | 104.3 | 104.2 | 104.3 | 104.2 | 624.7 |      |
| 37     | Seonaid McIntosh          | Gran Bretagna             | 103.7 | 103.8 | 104.7 | 103.9 | 104.7 | 103.7 | 624.5 |      |
| 38     | Geovana Meyer             | Brasile                   | 103.5 | 105.2 | 103.9 | 105.4 | 104.0 | 101.5 | 623.5 |      |
| 39     | Yarimar Mercado           | Porto Rico                | 103.2 | 102.6 | 103.8 | 104.1 | 102.8 | 105.5 | 622.0 |      |
| 40     | Lê Thị Mộng Tuyền         | Vietnam                   | 102.6 | 103.9 | 102.7 | 103.4 | 103.6 | 104.9 | 621.1 |      |
| 41     | Mariel Jose López Pavón   | Nicaragua                 | 103.4 | 103.1 | 102.4 | 103.5 | 104.0 | 101.1 | 617.5 |      |
| 42     | Sushmita Nepal            | Nepal                     | 104.5 | 101.7 | 100.7 | 99.9  | 102.2 | 98.8  | 607.8 |      |
| 43     | Luna Solomon              | Atleti Olimpici Rifugiati | 99.9  | 101.1 | 98.3  | 99.9  | 101.4 | 100.6 | 601.2 |      |
| —      | Houda Chaabi              | Algeria                   | DNS   | DNS   | DNS   | DNS   | DNS   | DNS   | DNS   | DNS  |
| Fonte: |                           |                           |       |       |       |       |       |       |       |      |

### Finale
| Pos.    | Tiratore              | Nazione       | 1    | 2     | 3     | 4     | 5     | 6     | 7     | 8     | 9     | Tot          | Note           |
| ------- | --------------------- | ------------- | ---- | ----- | ----- | ----- | ----- | ----- | ----- | ----- | ----- | ------------ | -------------- |
| Oro     | Ban Hyo-jin           | Corea del Sud | 52.8 | 104.8 | 125.6 | 147.1 | 168.7 | 190.0 | 211.0 | 232.3 | 251.8 | 251.8(+10.4) | EOR + SO: 10.4 |
| Argento | Huang Yuting          | Cina          | 53.0 | 105.5 | 126.5 | 147.6 | 168.6 | 189.8 | 210.9 | 231.0 | 251.8 | 251.8(+10.3) | EOR + SO: 10.3 |
| Bronzo  | Audrey Gogniat        | Svizzera      | 52.9 | 104.6 | 125.3 | 146.4 | 167.6 | 188.5 | 209.1 | 230.3 | N.D.  | 230.3        |                |
| 4       | Sagen Maddalena       | Stati Uniti   | 52.3 | 104.3 | 124.7 | 145.9 | 167.1 | 187.5 | 207.7 | N.D.  | N.D.  | 207.7        |                |
| 5       | Océanne Muller        | Francia       | 51.5 | 104.4 | 125.0 | 145.3 | 166.0 | 187.1 | N.D.  | N.D.  | N.D.  | 187.1        |                |
| 6       | Alexandra Le          | Kazakistan    | 52.0 | 104.1 | 125.2 | 145.4 | 165.4 | N.D.  | N.D.  | N.D.  | N.D.  | 165.4        |                |
| 7       | Ramita Jindal         | India         | 52.5 | 104.0 | 124.9 | 145.3 | N.D.  | N.D.  | N.D.  | N.D.  | N.D.  | 145.3        | SO             |
| 8       | Jeanette Hegg Duestad | Norvegia      | 50.5 | 103.6 | 124.1 | N.D.  | N.D.  | N.D.  | N.D.  | N.D.  | N.D.  | 124.1        |                |
| Fonte:  |                       |               |      |       |       |       |       |       |       |       |       |              |                |